# Tyrannochthonius wlassicsi
Tyrannochthonius wlassicsi är en spindeldjursart som först beskrevs av Daday 1897.  Tyrannochthonius wlassicsi ingår i släktet Tyrannochthonius och familjen käkklokrypare. Inga underarter finns listade i Catalogue of Life.